# Sadet Karabulut
Sadet Karabulut (Dordrecht, 28 april 1975) is een Nederlands voormalig politicus. Namens de Socialistische Partij (SP) was ze van 2006 tot 2021 lid van de Tweede Kamer der Staten-Generaal.

## Privéleven
Karabulut is de dochter van een Turks-Koerdische gastarbeider. Haar ouders zijn van alevitische origine, maar thuis speelde religie geen rol en in haar tienerjaren kon Karabulut zonder problemen besluiten dat ze niet in God gelooft. Ze groeide op in Dordrecht, waar ze naar school ging op het Da Vinci College. Karabulut is getrouwd en heeft twee kinderen.

## Loopbaan

### Studie en start loopbaan
Karabulut studeerde in 1996 bestuurskunde aan de Erasmus Universiteit Rotterdam en politicologie aan de Universiteit van Bordeaux. Ze was actief bij de Landelijke Studentenvakbond (LSVb), bestuurslid van DIDF (Federatie van Democratische verenigingen van Arbeiders uit Turkije in Nederland) en bestuurslid van de Stichting Orion (Openbare Kingmaschool voor speciaal onderwijs). Hierna ging ze als beleidsmedewerker bij de gemeente Amsterdam werken.

### Politieke loopbaan
In 2005 werd ze lid van de SP nadat ze bij een wake op de Dam voor slachtoffers van de Irakoorlog met een aantal SP'ers in contact was gekomen. De activistische inslag van de partij sprak haar aan. Bij de gemeenteraadsverkiezingen van 2006 werd ze gekozen in de gemeenteraad van Amsterdam. Nadat ze ruim een half jaar later werd gekozen in de Tweede Kamer verliet ze de raad. Bij de Tweede Kamerverkiezingen 2006 stond ze op plaats 14 op de kandidatenlijst van de SP. De 17.133 voorkeurstemmen die ze kreeg waren genoeg om op eigen kracht gekozen te worden. Ze hield zich in eerste instantie bezig met de beleidsterreinen Binnenlandse Zaken, Sociale Zaken en Werkgelegenheid, Veiligheid en Justitie en Immigratie en Asiel. Na de verkiezingen van 2017 kreeg ze Buitenlandse Zaken, Defensie en Ontwikkelingssamenwerking in haar portefeuille.

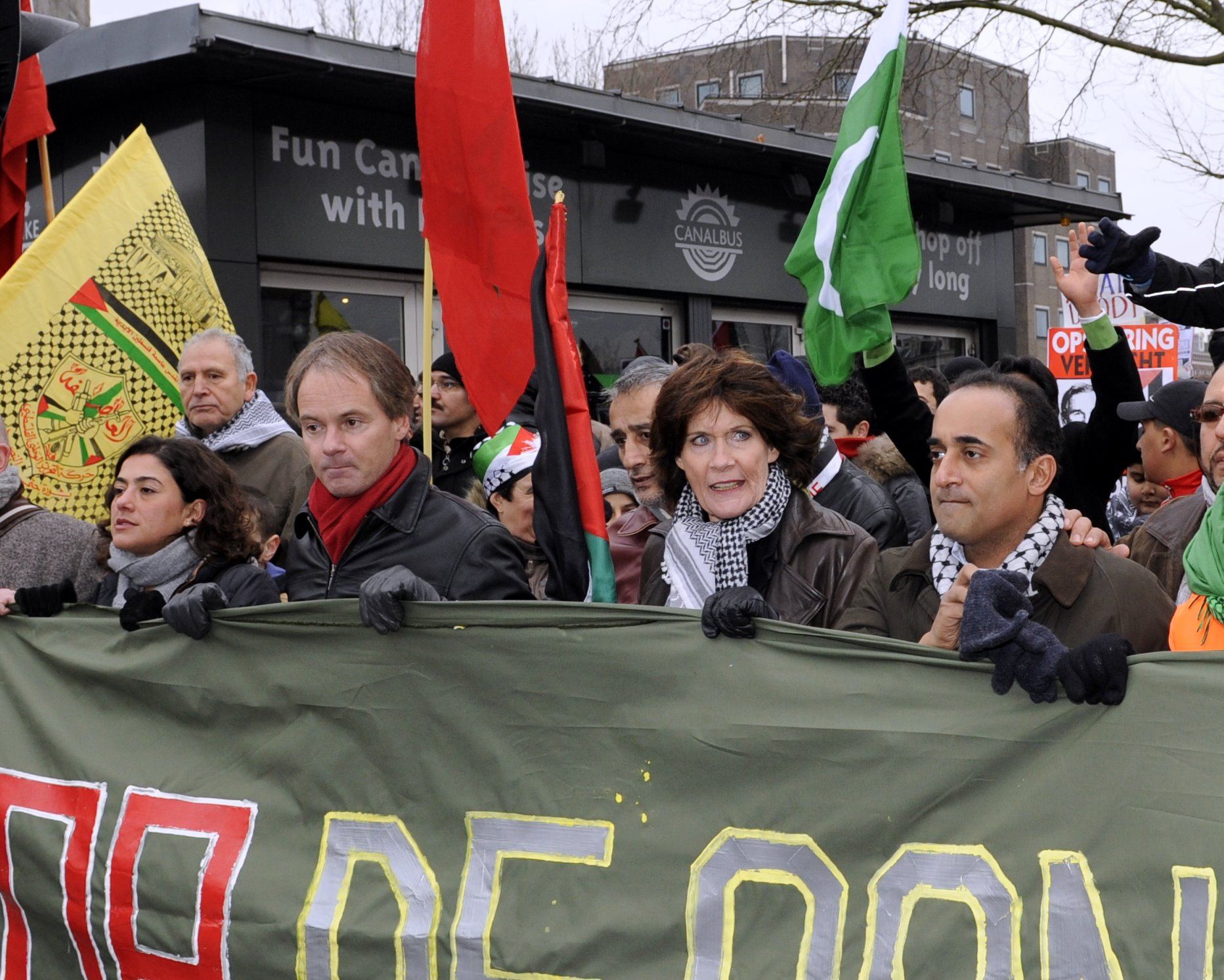
Museumplein, 3 januari 2009. Van links naar rechts Karabulut, Harry van Bommel, Gretta Duisenberg en Tariq Shadid

Naar aanleiding van het conflict in de Gazastrook van eind 2008/begin 2009 liep ze met collega-Kamerlid Harry van Bommel en activiste Gretta Duisenberg op 3 januari 2009 mee in een betoging in Amsterdam van de organisatie Stop de Bezetting. Beiden scandeerden "Intifada, intifada, Palestina vrij". Dit leidde tot kritiek van de VVD, de PVV en het CIDI. Ook SP-fractievoorzitter Agnes Kant tikte Van Bommel en Karabulut op de vingers. Op 5 januari 2009 verklaarde Van Bommel dat hun oproep tot intifada fout begrepen was, Karabulut en hij hadden een "geweldloze intifada" bedoeld.
Zowel in 2011 als in 2013 was ze enkele maanden afwezig wegens zwangerschapsverlof. Ze werd als lid van de Tweede Kamer vervangen door respectievelijk Rik Janssen en Tjitske Siderius.
Na het terugtreden van fractievoorzitter Emile Roemer in 2017 stelde Karabulut zich kandidaat om hem op te volgen. De meerderheid van de fractie koos echter voor Lilian Marijnissen.
Karabulut stemde op 22 februari 2018 voor de motie van Tweede Kamerlid Voordewind c.s. ter erkenning van de Armeense genocide. De stemmingsuitslag was 142 voor en 3 tegen. Daarna werd er 'haatmail' gestuurd aan het parlementslid. In de Turkse media werden Karabulut en andere Kamerleden met een Turkse achtergrond uitgemaakt voor landverraders. In 2020 initieerde ze een debat in het parlement over het bericht dat de Amerikaanse bevolking jarenlang door de Verenigde Staten is misleid over de oorlog in Afghanistan. In een debat over het bombardement op Hawija diende ze in mei 2020 een motie van wantrouwen in tegen minister Ank Bijleveld, die echter door een krappe meerderheid van de Kamer werd verworpen.

### Vertrek uit de Kamer
In maart 2020 gaf Karabulut aan zich voor de Tweede Kamerverkiezingen van maart 2021 niet herkiesbaar te stellen, en zich buiten het parlement in te gaan zetten om "de wereld te veranderen". Op 30 maart 2021 nam zij afscheid van de Tweede Kamer. Na het vertrek uit de landelijke politiek was ze onder meer actief als columnist voor De Groene Amsterdammer. In april 2022 ging ze aan de slag als programmamanager voor vluchtelingenzaken in de gemeente Almere. Per 1 september 2022 werd ze chef kabinet van de Amsterdamse burgemeester Femke Halsema, een invloedrijke functie binnen de gemeente Amsterdam. In juli 2024 liet Karabulut op Linkedin weten dat ze heeft besloten op zoek te gaan naar een nieuwe uitdaging.

## Overtuiging
Sociale zaken, armoede, werkloosheid en emancipatie zijn de belangrijkste aandachtsgebieden van Karabulut in de politiek. Ze is republikein en legde bij de inauguratie van koning Willem-Alexander in 2013 niet de eed van trouw af, omdat zij vond dat ze de verantwoording al had afgelegd toen ze voor de Tweede Kamer werd beëdigd. Ook bij de Troonrede op Prinsjesdag liet ze meestal verstek gaan, als enige van haar fractie.
Ze sprak zich herhaaldelijk uit tegen de invloed van Turkije op de in Nederland woonachtige Turkse immigranten. Hoewel ze zelf nog een Turks paspoort heeft, is ze voor het recht van Turkse Nederlanders om afstand te doen van hun Turkse nationaliteit. Door Selçuk Öztürk van DENK werd ze in het parlement meerdere keren beschuldigd van banden met de PKK. Door dezelfde partij werd ze net als andere Kamerleden van Turkse afkomst via filmpjes op sociale media neergezet als verraders van de Turks-Nederlandse gemeenschap. De rest van de Kamer sprak zich daarop in een motie uit tegen deze intimidatie.

## Uitslagen verkiezingen
| Verkiezingen                  | Plaats Karabulut | Zetels SP | Aantal stemmen |
| ----------------------------- | ---------------- | --------- | -------------- |
| Tweede Kamerverkiezingen 2006 | 14 (lijst SP)    | 25        | 17.333         |
| Tweede Kamerverkiezingen 2010 | 7 (lijst SP)     | 15        | 10.007         |
| Tweede Kamerverkiezingen 2012 | 6 (lijst SP)     | 15        | 10.572         |
| Tweede Kamerverkiezingen 2017 | 5 (lijst SP)     | 14        | 13.540         |

- Gemeinsame Normdatei: 1236839498
- International Standard Name Identifier: 0000 0003 9431 1055
- Nederlandse Thesaurus van Auteursnamen: 339348283
- Parlement.com: vhf519pbbsvc
- Virtual International Authority File: 288831260